# Anoplodera
Anoplodera is een geslacht van kevers uit de familie van de boktorren (Cerambycidae). De wetenschappelijke naam van het geslacht werd voor het eerst geldig gepubliceerd in 1839 door Étienne Mulsant.

## Soorten
- Anoplodera abstrusa (Holzschuh, 1989)
- Anoplodera antecurrens (Wickham, 1913)
- Anoplodera atramentaria (Ganglbauer, 1890)
- Anoplodera bicolorimembris Pic, 1954
- Anoplodera carbonaria (Holzschuh, 1993)
- Anoplodera corvina Holzschuh, 1993
- Anoplodera curta (Holzschuh, 2009)
- Anoplodera cyanea (Gebler, 1832)
- Anoplodera densepunctata (Hayashi & Villiers, 1994)
- Anoplodera diplosa (Holzschuh, 2003)
- Anoplodera excavata (Bates, 1884)
- Anoplodera fokienensis (Pic, 1922)
- Anoplodera formosana (Matsushita, 1933)
- Anoplodera granata (Holzschuh, 1989)
- Anoplodera inauraticollis (Pic, 1933)
- Anoplodera izumii (Mitono & Tamanuki, 1939)
- Anoplodera lepesmei (Pic, 1956)
- Anoplodera lunatipennis (Pic, 1935)
- Anoplodera luteovittata (Pic, 1955)
- Anoplodera monticola (Nakane, 1955)
- Anoplodera peregrina Holzschuh, 1993
- Anoplodera porphyrophora (Fairmaire, 1889)
- Anoplodera przewalskii Miroshnikov, 2000
- Anoplodera pubera (Say, 1827)
- Anoplodera pubevirens (Gressitt, 1935)
- Anoplodera rubripennis Pic, 1927
- Anoplodera rufihumeralis (Tamanuki, 1938)
- Anoplodera rufipes (Schaller, 1783)
- Anoplodera sepulchralis (Fairmaire, 1889)
- Anoplodera sergeii Miroshnikov, 2000
- Anoplodera sexguttata (Fabricius, 1775)
- Anoplodera shamaevi Miroshnikov, 2000
- Anoplodera taiyal (Shimomura, 1993)
- Anoplodera tenebraria (Holzschuh, 1995)
- Anoplodera tricolor Gressitt, 1935
- Anoplodera villigera (Holzschuh, 1991)
- Anoplodera viridipennis (Pic, 1923)